# LVS-97

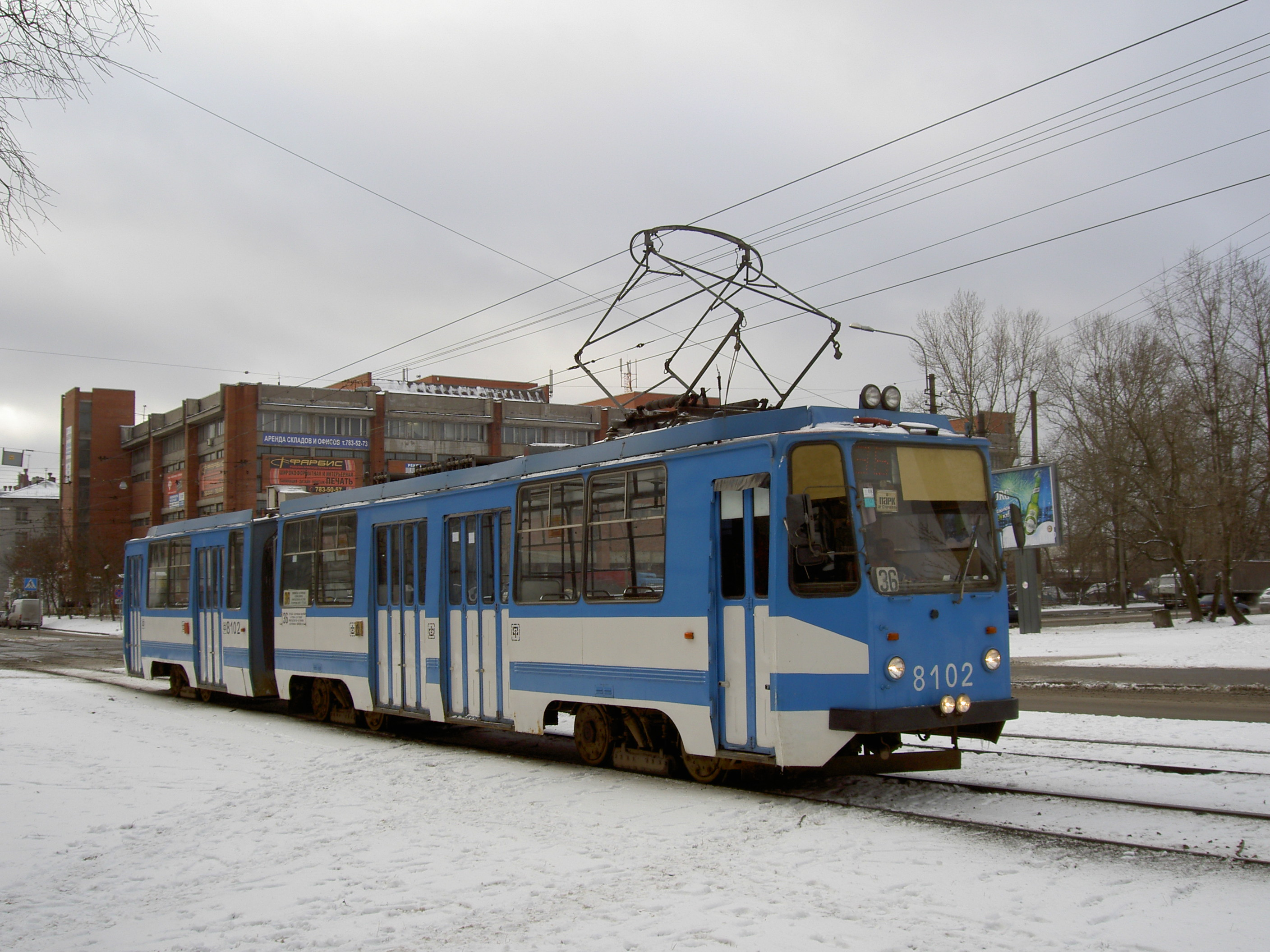
Tramvaj typu LVS-97

LVS-97 (rusky ЛВС-97, podle unifikovaného označení 71-147) je model ruské tramvaje. Jedná se o jednosměrný kloubový čtyřdveřový vůz; LVS-97 byla vyráběna závodem PTMZ mezi lety 1997 až 2004.
Tramvaj byla vyráběna v několika modifikacích. Nejvíce bylo vyrobeno tramvají ve verzi LVS-97K, jde zhruba o desítky vozů. Další typy se lišily technickými prvky, jako například LVS-97M (jiná tyristorová regulace) či LVS-97A (asynchronní motory). Od roku 2000 se používaly vyklápěcí dveře (místo původních skládacích) po vzoru tramvaje LM-99.
Vozy typu LVS-97 jezdí především v Petrohradu (desítky tramvají), ale také i v Kolomně, Krasnojarsku a Vitebsku.